# Sonnenallee
Sonnenallee és una pel·lícula de comèdia alemanya de 1999 sobre la vida a Berlín Oriental a finals dels anys 1970. La pel·lícula va ser dirigida per Leander Haußmann i es va estrenar poc abans de la novel·la corresponent, Am kürzeren Ende der Sonnenallee. Tant el llibre com el guió van ser escrits per Thomas Brussig i, tot i que es basen en els mateixos personatges i ambientació, difereixen significativament en la història. Tant la pel·lícula com el llibre subratllen la importància de la música pop per als joves de Berlín Est. Sonnenallee és el nom d'un carrer de la ciutat de Berlín que partia la frontera entre l'est i l'oest durant l'època del mur de Berlín, encara que no s'assembla gaire a l'escenari de la pel·lícula. Sonnenallee es va difondre a la República Txeca amb el títol d'Eastie Boys.
A Der Spiegel, la periodista Marianne Wellershoff va argumentar que la pel·lícula glorificava la RDA i minimitzava els aspectes negatius de la vida a Alemanya Oriental amb Erich Honecker. Altres crítics van veure aquesta crítica com a injusta i la pel·lícula va ser ben rebuda pel públic alemany.

## Argument
Michael «Micha» Ehrenreich (Alexander Scheer) és un jove de 17 anys que ha crescut a Sonnenallee, a la secció del carrer de la República Democràtica Alemanya (RDA) a finals dels anys 1970. Micha i els seus amics gaudeixen dels discos de contraban, les cintes de casset i altres elements de la cultura pop, però tenen poca sort amb les noies locals. Mentre escolta la cinta més recent que Micha ha aconseguit, Horkefeld, l'oficial de policia excessivament entusiasta del barri, s'hi acosta i li confisca la cinta, però després anuncia que se'n farà una còpia. Micha veu a Miriam que surt del seu edifici d'apartaments i se n'enamora bojament. Poc després, Heinz, l'oncle contrabandista de Micha, visita i arenga a Micha sobre la seva intenció d'unir-se a l'Exèrcit Popular Nacional. Més endavant, en una discoteca, Micha intenta ballar amb Miriam, però ella el rebutja i només té ulls per a un jove i guapo alemany occidental que apareix breument fins que és expulsat de la discoteca per l'excés de zel Horkefeld. Per permetre que un alemany occidental entri a la discoteca, Miriam ha de fer una conferència autocrítica a la propera assemblea de la Joventut Lliure Alemanya.